# 十三号型巡洋戦艦
十三号型巡洋戦艦（じゅうさんごうがたじゅんようせんかん）、あるいは第八号型巡洋戦艦（だいはちごうがたじゅんようせんかん）は、大日本帝国海軍が八八艦隊計画で計画した最後の艦型である。第十三号艦から第十六号艦の4隻の建造が計画されていたが、ワシントン海軍軍縮条約で全艦が起工前に建造取りやめとなった。本型は超紀伊型戦艦ともいうべき艦型であり、石橋孝夫は五〇口径46センチ砲 連装砲塔四基を搭載予定だったとする。
大正9年（1920年）度補正予算（第43回帝国議会）では第八号から第十一号巡洋戦艦と呼ばれた。

## 計画

### 主砲
日本海軍は第一次世界大戦勃発直前の1914年（大正3年）6月に、16インチ砲（40センチ砲）の試作を命じた。同年12月には、18インチ砲（46センチ砲）製造の研究準備をはじめた。
第一次世界大戦のユトランド沖海戦において、イギリス型の巡洋戦艦は防御が脆弱であること、従来の戦艦は劣速のため役に立たないことが判明し、新世代の主力艦は「巡洋艦の速力、戦艦の火力と防御力」を備えた高速戦艦であることが明白になった。ユトランド海戦後の巡洋戦艦は、従来の戦艦の要素を取り込んで高速戦艦に進化した。
イギリス海軍は戦訓を取り入れた新型主力艦を計画し、N3型戦艦（18インチ45口径砲三連装砲塔3基 9門、排水量約48,000トン、速力約24ノット）とG3型巡洋戦艦（16インチ45口径砲三連装3基 9門、排水量約48,000トン、速力約32ノット）を建造することにした。N3型戦艦は18インチ砲（46cm砲）を搭載しており、G3型巡洋戦艦の実態は高速戦艦であった。
アメリカ海軍もダニエルズ・プランにおいて、レキシントン級巡洋戦艦とサウスダコタ級戦艦を建造する。さらに18インチ（46cm砲）三連装砲塔5基 15門を搭載した排水量80,000トン規模の巨大戦艦も検討していた。
日本海軍において、ユトランド沖海戦の戦訓を完全に取り入れた新世代主力艦は加賀型戦艦であった。つづいて天城型巡洋戦艦と紀伊型戦艦の建造や設計にとりかかる。同時に諸外国の動向をにらみ、レキシントン級（速力33ノット、50口径16インチ砲連装砲塔四基 8門）に速力で匹敵し、サウスダコタ級（速力23ノット、50口径16インチ砲三連装砲塔四基 12門）に砲力で勝る高速戦艦の建造を要望した。これに応えたのが第十三号型巡洋戦艦である。
八八艦隊は、巡洋戦艦と戦艦を統合した天城型と準同型艦の紀伊型で、一つの完成形となった。だが紀伊型戦艦の時点で、連装砲塔多数か、三連装砲塔にすべきか、四連装砲塔にすべきか、試行錯誤を繰り返していた。同計画最後の4隻、13号～16号艦は、紀伊型戦艦で断念された兵装強化のため、50口径41センチ3連装四基または4連装砲塔を搭載する案、46センチ連装砲塔四基を搭載する案などが用兵・造船関係者の間で検討されたが、軍縮条約による建造中止までに艦型は決定することなく終わったという。
諸外国は、日本海軍の紀伊型戦艦について16インチ砲（40センチ砲）12門または18インチ砲（46センチ砲）8門搭載と推定していた。
また戦時中の軍事雑誌で日本海軍は大正10年（1921年）に46センチ砲8門を積んだ「48,000tの戦艦」と「46,000tの巡洋戦艦」を計画、建造に着手したがワシントン軍縮会議で廃案になったという解説がなされたほか 、戦後になると46センチ連装砲塔4基8門を搭載、加賀型戦艦や紀伊型戦艦を上回る厚さの防御装甲を持ちつつ常備排水量47,000トンで30ノットを発揮する、「十三号型巡洋戦艦」として計画されていたと喧伝されるようになった（#要目を参照）。330mmの装甲は後の大和型戦艦に比べるとかなり見劣りがするが、計画当時の砲弾性能においては、46センチ砲弾に耐えうるとされた。
近年になり平賀譲が残した資料（平賀アーカイブ）が公開され、従来の定説に疑問符がつくようになった。五〇口径46センチ砲の図面が発見され、日本海軍が八八艦隊の時点で46センチ砲の基本計画を終えていたことが明確になった。
以下のような仮説が提唱されている。
- 46センチ砲の図面は出来ていたが、建造期間や製造設備などの問題から46センチ砲の量産・搭載する目途は立たなかったという説[24]。
- 紀伊型戦艦と同様に排水量が計画値を上回って速力30ノット発揮は不可能だっただろうという説。
- 何隻かは五〇口径41センチ三連装砲塔四基 計12門を搭載し、最終型2隻のみ46センチ連装砲塔四基 計8門を搭載[25]。五〇口径41センチ三連装砲塔と五〇口径46センチ連装砲塔のバーベット直径と砲塔重量が等しいため、主砲塔を換装可能というメリットがある[25]。

### 予算
1920年(大正9年)招集の第43回帝国議会で八八艦隊案の予算が成立、8月1日に公布された。
その予算説明書で、巡洋戦艦4隻の「屯数」（排水量）は紀伊型と等しい41,000トンとされ、「金額」（1隻当たりの建造費）は37,424,800円で、「屯当たり単価」は紀伊型より約4円高い約913円とされた。
いずれにせよ加賀型戦艦の加賀が1921年（大正10年）11月17日に、同型の土佐が同年12月18日に進水した時点でワシントン軍縮会議の開催が控えており、紀伊型戦艦や十三号型巡洋戦艦（超紀伊型）が完成する見込みはなくなっていた。
実際にワシントン海軍軍縮条約の結果、
製造手続き未済みのまま1923年(大正12年)11月19日に建造は取りやめられた。

## 艦型
艦型については、1921年6月12日付の平賀譲の資料に「速やかに本艦型の決定を切望する」とあり、
艦の試案作成も命ぜられていないことが推測されている。
また、その資料では平賀の試案として艦型の概略が以下のように記載されている。
- 艦型は基本的に紀伊型と同じ
- 45口径46cm砲を搭載
- 速力は29ノットから30.30ノット
- 装甲は舷側(垂直防御)と砲塔部で距離12kmからの16インチ砲弾に対応、甲板部(水平防御)は距離20kmからの16インチ砲弾に対応、と紀伊型から防御性能を強化する
- 排水量は最低限49,000トンとなるが経済性を考慮して47,500トンを目標とする

### 要目

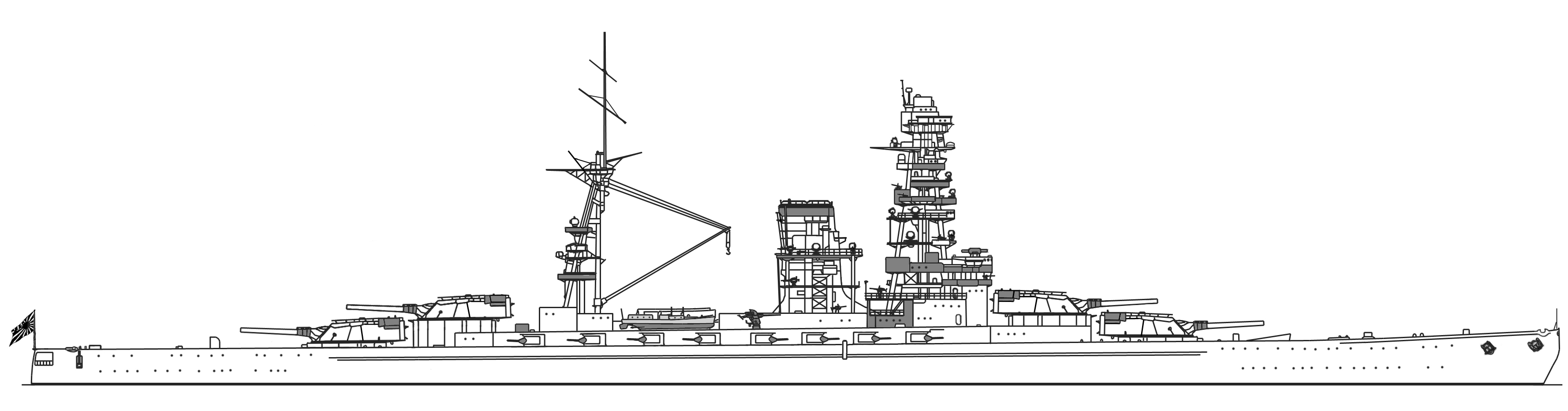
十三号型巡洋戦艦の想像図

福井らは以下のようなものであったと推測している。
- 常備排水量 - 47,500英トン
- 水線長 - 約900 ft (274.320 m)
- 垂線間長 - 約850 ft (259.080 m)[36]
- 水線幅 - 101 ft 0 in (30.785 m)
- 平均吃水 - 32 ft 0 in (9.754 m)、または32 ft 10 in (10.008 m)[36]
- 軸数 - 4軸
- 主機 - 技本式ギヤード・タービン 4基[36]
- ボイラー - ロ号艦本式缶(重油専焼) 14基[36]
- 出力 - 150,000馬力
- 速力 - 30ノット
- 航続距離 - 8,000カイリ / 14ノット
- 兵装 - 45口径46cm連装砲4基8門、50口径14cm単装砲16基16門、45口径12cm連装高角砲4基8門、61cm水上発射管8門
- 装甲 - 舷側:13 in (330 mm)VC(ヴィッカース鋼)(傾斜約15度)、甲板:約5 in (127 mm)NVNC(改良ヴィッカース無滲炭非表面硬化甲鈑)+HT(高張力鋼)[36]

## 同型艦
- 第十三号艦（仮称艦名：第八号巡洋戦艦[2]）
- 第十四号艦（仮称艦名：第九号巡洋戦艦[2]）
- 第十五号艦（仮称艦名：第十号巡洋戦艦[2]）
- 第十六号艦（仮称艦名：第十一号巡洋戦艦[2]）

## 登場作品
20世紀末から流行し始めた架空戦記の中には、日本が八八艦隊を実際に建造していたら…という設定で書かれた作品がいくつかある。十三号型については予定艦名が決まっていなかったため、作品ごとに違う名称で登場する。
『八八艦隊物語』（横山信義） - 伊吹、穂高、鞍馬、戸隠
要目については46cm砲連装4基説をベースにしているが、限られた国力で計画を遂行するためタイムスケジュールが大幅に長期化し、就役は1930年代となっている点が史実と異なる。また、46cm砲の採用は、最上型にインスパイアされたような主砲換装（ただし条約違反）を通じての達成であり、日米開戦直前であった。主砲、機関についても上記作中背景を前提とした設計、製造である。装甲については対40センチ砲の防御力しか無いとされる。
『軍艦越後の生涯』（中里融司） - 筑波、八海、妙義、身延
また、『レッドサン ブラッククロス』（佐藤大輔）では加賀、土佐が戦艦として完成した代わりに十三号艦が建造中止の後、実弾射撃の標的となって沈められており、水中弾効果も本級の実験を元に得られたことになっている。作品中では史実と異なる歴史を歩み始めてから20年弱の時が過ぎており、国力伸張で史実と差がつき始めていることを表現するための小道具としての役割を担った。
双葉社で発行されていた『八八艦隊 幻の世界最強ＦＬＥＥＴー超精密3D・CGシリーズ56』においては赤石、常念、穂高、乗鞍の名称が使われた。
ゲーム『戦艦少女R』では、十三号型を擬人化したキャラクターが登場している。艦名としては「十三号戦艦」だが、入手時のセリフでは「有明」と名乗っている。

### 編註
1. ↑  番号なのは本来の予算である「艦艇建造費」によるため。詳細は六六艦隊計画#第三期拡張計画を参照。
2. ↑  第二項　亞米利加海軍の行詰りと軍縮會議の提案(中略)[21]　これについて英吉利の海軍評論家バイウオーター氏は、その著「列國海軍とその國民」において次のように述べてゐる。　日本は八八艦隊を建設して亞米利加海軍の太平洋進出に對抗せんとしたが、この八八艦隊はいづれも艦齢八年以下で、毎年二隻を建造して一九二七年までには十六隻の主力艦を有する豫定であつたから、亞米利加海軍は日本海軍のためにその海上の優越權を奪はれることになる。否な現に一九二一年には、亞米利加は建艦競爭において日本に負けてゐたばかりでなく、各艦の戰闘力においてもまた劣り、例へば一九二一年に起工された戰艦紀伊及び尾張は、四萬五千噸の排水量と十二門の十六吋砲または八門の十八吋砲を有して亞米利加の最大戰艦よりも二千噸優つてゐたし、また巡洋艦にあつては日本が二十七隻を建造するのに對し、亞米利加は十隻を有するに過ぎなかつた。(中略)事實、亞米利加は海軍軍備擴張競爭によつて、一九二〇年には世界第一位の海軍國になることは出來たが、然しその實質においては日本の海軍に劣る軍艦が建造せられ、また英吉利が若し四萬八千噸十八吋砲九門、速力三十二浬の高速力戰艦を建造するならば、亞米利加としても新たなる出發點から建艦競爭をしなければならない。殊に建造費は非常に高騰したから到底これに堪えられなくなつたばかりでなく、建造中の主力艦もいつ竣工するか豫定することが出來なくなつた。(以下略)